# Emiel ver Hees
Emiel ver Hees (Leuven, 31 augustus 1864 - Berlijn, 12 februari 1928) was een Belgisch ambtenaar, activist en lid van de Raad van Vlaanderen tijdens de Eerste Wereldoorlog. 

## Levensloop
Ver Hees promoveerde tot doctor in de rechten en vestigde zich als advocaat in Brussel. Hij behoorde tot de stichters in 1889 van de Vlaamsche Katholieke Landsbond. In 1891 was hij actief binnen de Vlaamse Conferentie van de Brusselse balie.
Hij werd weldra ambtenaar als directeur van het Arbeidsambt bij het ministerie van Arbeid. Hij was tevens actief in de christelijke arbeidersbeweging.
Tijdens de Eerste Wereldoorlog sloot hij zich aan bij het activisme. Hij werd ondervoorzitter van het radicale Vrij Vlaanderen, de katholieke tegenhanger van het vrijzinnige Jong-Vlaanderen. In februari 1914 behoorde hij tot de oprichters van de Raad van Vlaanderen. Na de bestuurlijke scheiding in maart 1917 werd hij secretaris-generaal van het Vlaams ministerie van nijverheid en arbeid. 
In juli 1918 maakte hij een rondreis door Duitsland, samen met Jan Domela Nieuwenhuis Nyegaard, Leo Meert en Achiel Brijs. Ze gaven lezingen om hun programma voor te stellen aan een Duits publiek.
In 1919 werd hij onvermijdelijk afgezet uit zijn functies en bij verstek veroordeeld tot de doodstraf. Hij was in november 1918 naar Berlijn gevlucht en werd er hoogleraar sociale politiek. Weldra overleed hij er.